# Johann Mulzer
Johann Mulzer (Prien am Chiemsee, 5 de agosto de 1944) é um químico alemão. É especialista em química orgânica e desde 1996 professor da Universidade de Viena.

## Prêmios e condecorações
- 1994 Prêmio Gottfried Wilhelm Leibniz da Deutsche Forschungsgemeinschaft
- 1997 Prêmio Ernst Schering da Schering Research Foundation
- 1999 Prêmio Erwin Schrödinger da Academia Austríaca de Ciências
- 2010 Medalha Emil Fischer da Sociedade Alemã de Química